# El coro de la cárcel
El coro de la cárcel es un programa de telerrealidad de Televisión Española en el que un grupo de presos son seleccionados para formar un coro dentro de la cárcel. A lo largo de las semanas que dura el programa, no solo refleja los progresos musicales de los presos, si no que también pretende dar a conocer como es la vida dentro de la cárcel, y como las muchas de las personas que habitan sus celdas son seres absolutamente normales que están pagando por un error y que buscan una segunda oportunidad cuando vuelvan a recuperar su libertad.

## Historia
El coro de la cárcel es un formato original de la productora vasca 3 Koma que ha cosechado un gran éxito a nivel internacional. La primera edición del programa, también emitida por TVE, tuvo lugar durante el verano de 2006. En aquella ocasión, doce presos de la cárcel de El Dueso (Santoña, Cantabria) fueron seleccionados para formar parte de un coro. La finalidad del programa va más allá de lo musical, ya que pretende que los presos seleccionados encuentren en la música el vehículo de su reinserción en la sociedad que van a encontrarse a la salida de la cárcel.
Los concursantes, todos hombres, cumplían condenas por delitos relacionados con robos menores o el tráfico de drogas. Cada capítulo de la primera edición del programa se centró en uno de los protagonistas, en donde relataban sus terribles historias personales, sus sueños, sus inquietudes. 
Durante las 8 semanas que duró esta primera edición, la profesora y sus alumnos prepararon un repertorio de 10 canciones que interpertaron en el último programa delante de sus compañeros de prisión. Los integrantes del grupo musical El Consorcio fueron los invitados de honor de este concierto en el que, además, cantaron la canción "Eres tú" junto a los presos. 

## La segunda edición
El 22 de septiembre de 2008 comenzó la segunda edición de El coro de la cárcel, que tiene lugar en la cárcel mixta de Mansilla de las mulas (León). Como principal novedad, el coro estará integrado por 10 hombres y 5 mujeres, todos ellos pertenecientes a los módulos de respeto de la cárcel.
En esta ocasión el encargado de dirigir el coro va a ser Xavier Torras, un joven músico español que anteriormente había trabajado como director de musicales.

## El éxito internacional
La primera edición de El coro de la cárcel fue nominada a los Premios Emmy Internacionales en 2007.  También ha resultado ganador del Festival de Televisión de Banff (Canadá) en la categoría mejor reality y ha sido seleccionado por la U.E.R. (Unión Europea de Radio-Televisión) como uno de los diez mejores formatos de televisión de 2006. Recibió una mención especial en los Premios Ondas 2007 y el premio Erguete Solidaridad 2007 a la comunicación. 15 son los países que han adquirido opciones para producir el programa, que se ha emitido en España, Noruega e Italia.
Noruega fue el primer país en producir el formato español. La productora Nordisk Films fue la encargada de realizar el programa para TvNorge con el título “Fengselskoret”. Se produjeron 6 capítulos emitidos entre octubre y diciembre de 2007 en el late night de los domingos.
Italia arrancó en marzo de 2008 la emisión de una nueva versión del programa para MTV Italia: “Rock in Rebibbia”. Al tratarse de una cadena con una audiciencia mayoritariamente juvenil, sustituyeron el coro por la creación de una banda de rock. La productora Wilder Srl fue la encargada de realizar la producción para el conocido canal musical. Durante diez semanas, en el prime time de los jueves, los espectadores pudieron acercarse al interior de la cárcel romana de Rebibbia.
Para Perú, GV Producciones, compró los derechos del formato para realizar El coro de la cárcel (Perú), emitido por América Televisión.

## Audiencias
| Temporada | Temporada | Episodios | Estreno                  | Final                   | Audiencia media | Audiencia media | Audiencia media |
| Temporada | Temporada | Episodios | Estreno                  | Final                   | Espectadores    | Cuota           |                 |
| --------- | --------- | --------- | ------------------------ | ----------------------- | --------------- | --------------- | --------------- |
|           | 1         | 9         | 5 de julio de 2006       | 30 de agosto de 2006    | 1 799 000       | 14,5%           |                 |
|           | 2         | 13        | 22 de septiembre de 2008 | 15 de diciembre de 2008 | 726 000         | 13,5%           |                 |
|           | 3         | 13        | 14 de septiembre de 2009 | 7 de diciembre de 2009  | 1 083 000       | 8,8%            |                 |
| Total     | Total     | 35        | 2006                     | 2009                    | 1 203 000       | 12,3%           |                 |

### Primera temporada (2006)
| Temporada 1 |   |                      |                   |
| 1           | 1 | 5 de julio de 2006   | 2 470 000 (16,5%) |
| 2           | 2 | 12 de julio de 2006  | 1 931 000 (15,5%) |
| 3           | 3 | 19 de julio de 2006  | 2 019 000 (15,7%) |
| 4           | 4 | 26 de julio de 2006  | 1 632 000 (13,6%) |
| 5           | 5 | 2 de agosto de 2006  | 1 811 000 (15,7%) |
| 6           | 6 | 9 de agosto de 2006  | 1 519 000 (14,6%) |
| 7           | 7 | 16 de agosto de 2006 | 1 749 000 (14,5%) |
| 8           | 8 | 23 de agosto de 2006 | 1 420 000 (11,7%) |
| 9           | 9 | 30 de agosto de 2006 | 1 638 000 (12,7%) |

### Segunda temporada (2008)
| Temporada 2 |    |                          |                 |
| 1           | 1  | 22 de septiembre de 2008 | 856 000 (14,1%) |
| 2           | 2  | 29 de septiembre de 2008 | 886 000 (13,8%) |
| 3           | 3  | 6 de octubre de 2008     | 721 000 (14,6%) |
| 4           | 4  | 13 de octubre de 2008    | 682 000 (11,6%) |
| 5           | 5  | 20 de octubre de 2008    | 843 000 (15,6%) |
| 6           | 6  | 27 de octubre de 2008    | 723 000 (15,8%) |
| 7           | 7  | 3 de noviembre de 2008   | 695 000 (12,3%) |
| 8           | 8  | 10 de noviembre de 2008  | 584 000 (11,2%) |
| 9           | 9  | 17 de noviembre de 2008  | 700 000 (14,1%) |
| 10          | 10 | 24 de noviembre de 2008  | 680 000 (12,9%) |
| 11          | 11 | 1 de diciembre de 2008   | 744 000 (13,9%) |
| 12          | 12 | 8 de diciembre de 2008   | 653 000 (12,2%) |
| 13          | 13 | 15 de diciembre de 2008  | 666 000 (13,2%) |

### Tercera temporada (2009)
| Temporada 3 |    |                          |                   |
| 1           | 1  | 14 de septiembre de 2009 | 1 096 000 (9,2%)  |
| 2           | 2  | 21 de septiembre de 2009 | 1 092 000 (9,9%)  |
| 3           | 3  | 28 de septiembre de 2009 | 807 000 (8,9%)    |
| 4           | 4  | 5 de octubre de 2009     | 1 194 000 (10,0%) |
| 5           | 5  | 12 de octubre de 2009    | 976 000 (8,4%)    |
| 6           | 6  | 19 de octubre de 2009    | 1 064 000 (8,8%)  |
| 7           | 7  | 26 de octubre de 2009    | 1 040 000 (8,3%)  |
| 8           | 8  | 2 de noviembre de 2009   | 1 017 000 (7,9%)  |
| 9           | 9  | 9 de noviembre de 2009   | 1 193 000 (9,1%)  |
| 10          | 10 | 16 de noviembre de 2009  | 1 147 000 (8,7%)  |
| 11          | 11 | 23 de noviembre de 2009  | 1 072 000 (7,8%)  |
| 12          | 12 | 30 de noviembre de 2009  | 1 246 000 (9,4%)  |
| 13          | 13 | 7 de diciembre de 2009   | 1 133 000 (8,5%)  |